# Cincinnati
Cincinnati – miasto w Stanach Zjednoczonych, na południowo-zachodnim skraju stanu Ohio, ośrodek administracyjny hrabstwa Hamilton, położone na północnym brzegu rzeki Ohio. W 2020 roku miasto liczyło 309 317 mieszkańców; obszar metropolitalny Cincinnati, obejmujący m.in. miejscowości: Norwood, St Bernard i Elmwood Place, w 2020 roku zamieszkany był przez 2 256 884 osób.
Miasto jest węzłem drogowym i kolejowym, w pobliżu funkcjonuje międzynarodowy port lotniczy Cincinnati/Northern Kentucky. Ośrodek naukowo-kulturalny oraz przemysłowy w sektorze m.in. maszynowym, samochodowym, elektrotechnicznym, poligraficznym i chemicznym (Procter & Gamble).

## Położenie
Miasto położone jest w środkowo–wschodniej części Stanów Zjednoczonych w Hrabstwie Hamilton, graniczy od południa ze stanem Kentucky.

## Historia

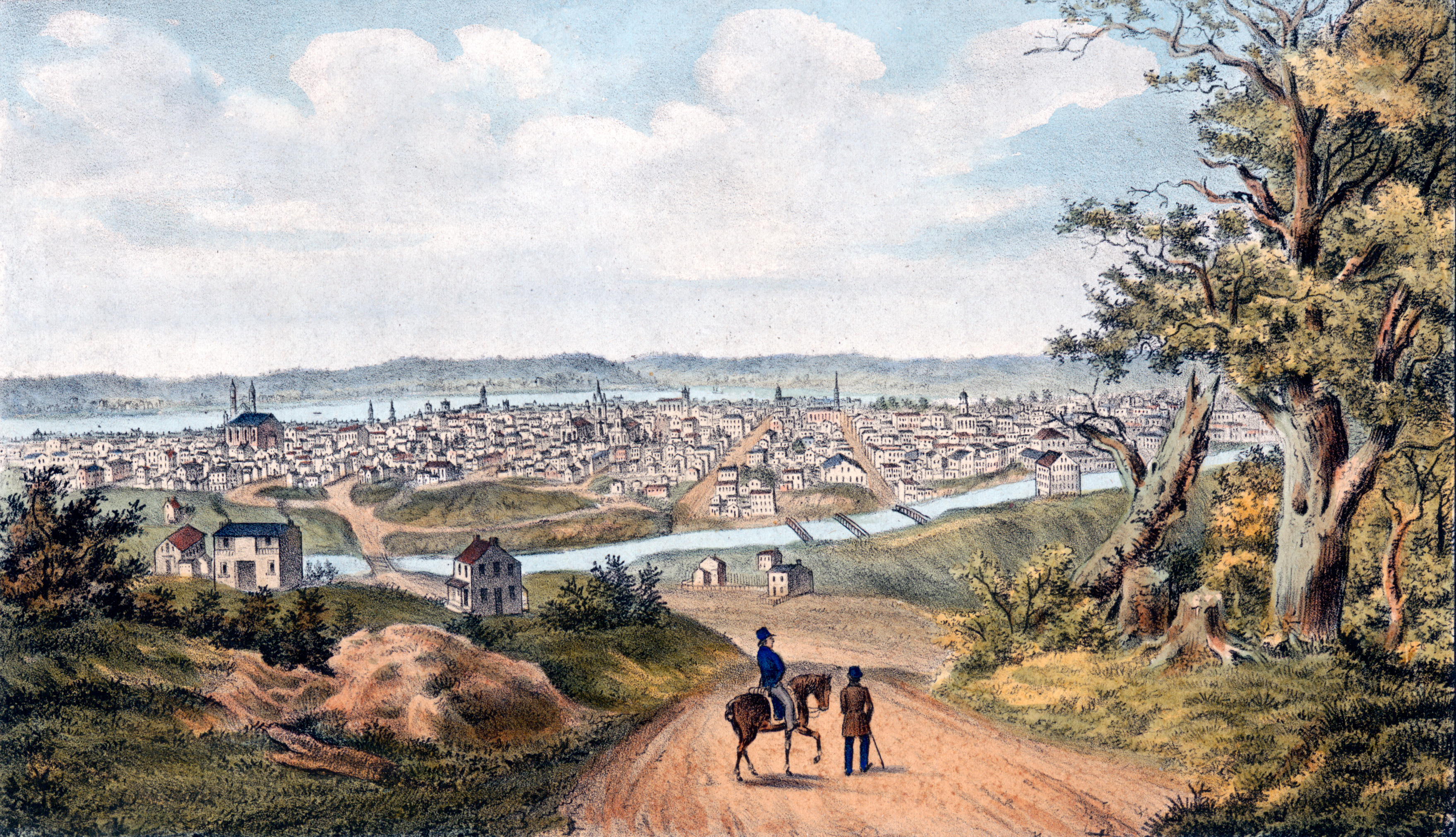
Cincinnati (1841)

Miejscowość Cincinnati powstała w 1788 roku. Osada pionierska, położona naprzeciwko ujścia rzeki Licking do Ohio, początkowo została nazwana Losantiville. Było to złożenie „L” od rzeki Licking, „os” – po łacinie „usta” (ang. mouth oznacza zarówno usta, jak i ujście rzeki), „anti” to po grecku „naprzeciwko”, a „ville” to po francusku „miasto”, a razem miało oznaczać „miasto naprzeciw ujścia rzeki Licking”. Dwa lata później, przebywający tu na inspekcji gen. Arthur St. Clair, gubernator Terytorium Północno-Zachodniego (w którym wówczas znajdował się ten obszar), zmienił nazwę na Cincinnati, dla uczczenia Towarzystwa Cyncynatów, zrzeszającego oficerów wojny o niepodległość, a także Lucjusza Kwinkcjusza Cyncynata, jako wzoru obywatela poświęcającego się dla dobra publicznego. Jako miasto funkcjonuje od 1819 roku.
W XIX w. otwarto uczelnię University of Cincinnati oraz muzeum sztuki Cincinnati Art Museum. W 1875 roku udostępniono dla publiczności ogród zoologiczny Cincinnati Zoo (ang. Cincinnati Zoo & Botanical Garden) – drugą najstarszą tego typu placówkę w kraju.
W 2001 roku po zamieszkach na tle rasowym, na kilka dni wprowadzono stan wyjątkowy (godzinę policyjną). W 2016 roku ponownie zaczęły funkcjonować tramwaje w Cincinnati (po 65 latach przerwy). Kręcono tu film Zabicie świętego jelenia.

## Demografia

### Etniczność
Pod względem etnicznym w 2022 roku w Cincinnati dominowała ludność rasy białej (50,6%), następnie rasy czarnej (40,3%), Latynosi i Hiszpanie (4,4%) oraz Azjaci (2,4%).

## Religia

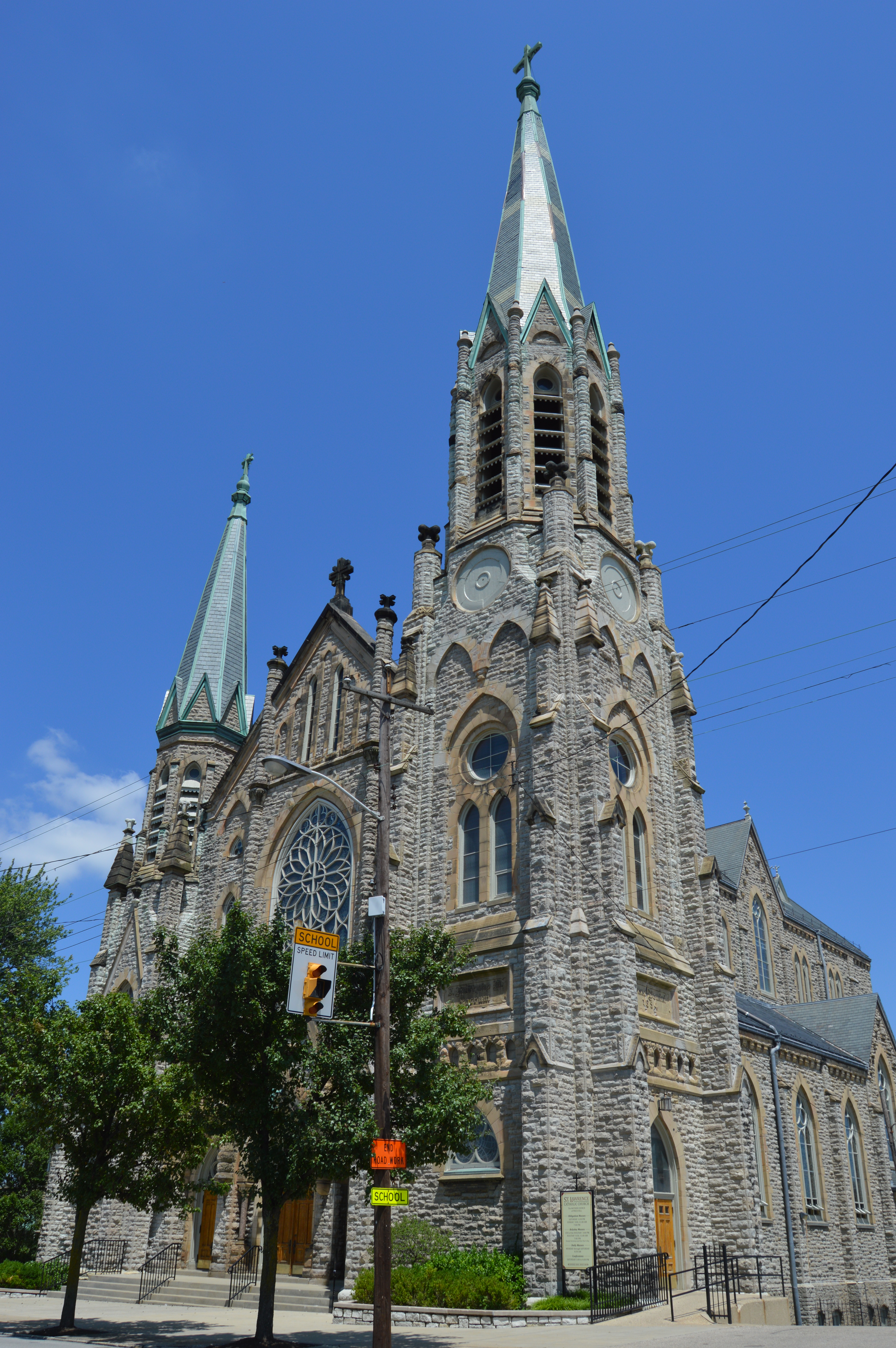
Katolicki kościół pw. św. Wawrzyńca

Do największych grup religijnych aglomeracji w 2010 roku należały:
- Kościół katolicki – 402 tys. członków w 172 kościołach,
- Kościoły baptystyczne (w większości Południowa Konwencja Baptystów) – ok. 150 tys. członków w 386 zborach,
- lokalne bezdenominacyjne zbory ewangelikalne – 78,4 tys. członków w 198 zborach,
- Zjednoczony Kościół Metodystyczny – 70,8 tys. członków w 192 kościołach,
- Kościoły Chrystusowe – 64 tys. członków w 221 zborach,
- Kościoły zielonoświątkowe (gł. Stowarzyszenie „Winnica” i Kościół Boży) – ok. 60 tys. członków w 57 zborach.

W Cincinnati znajduje się jeden z największych megakościołów w Stanach Zjednoczonych – Crossroads Community Church, z cotygodniową frekwencją 35 tys. osób. Kościół słynie ze swojego konserwatyzmu, w tym piętnowania homoseksualizmu, oraz wspierania organizacji antyaborcyjnych.

## Zabytki i atrakcje turystyczne
- Synagoga Sherith Israel (1860);

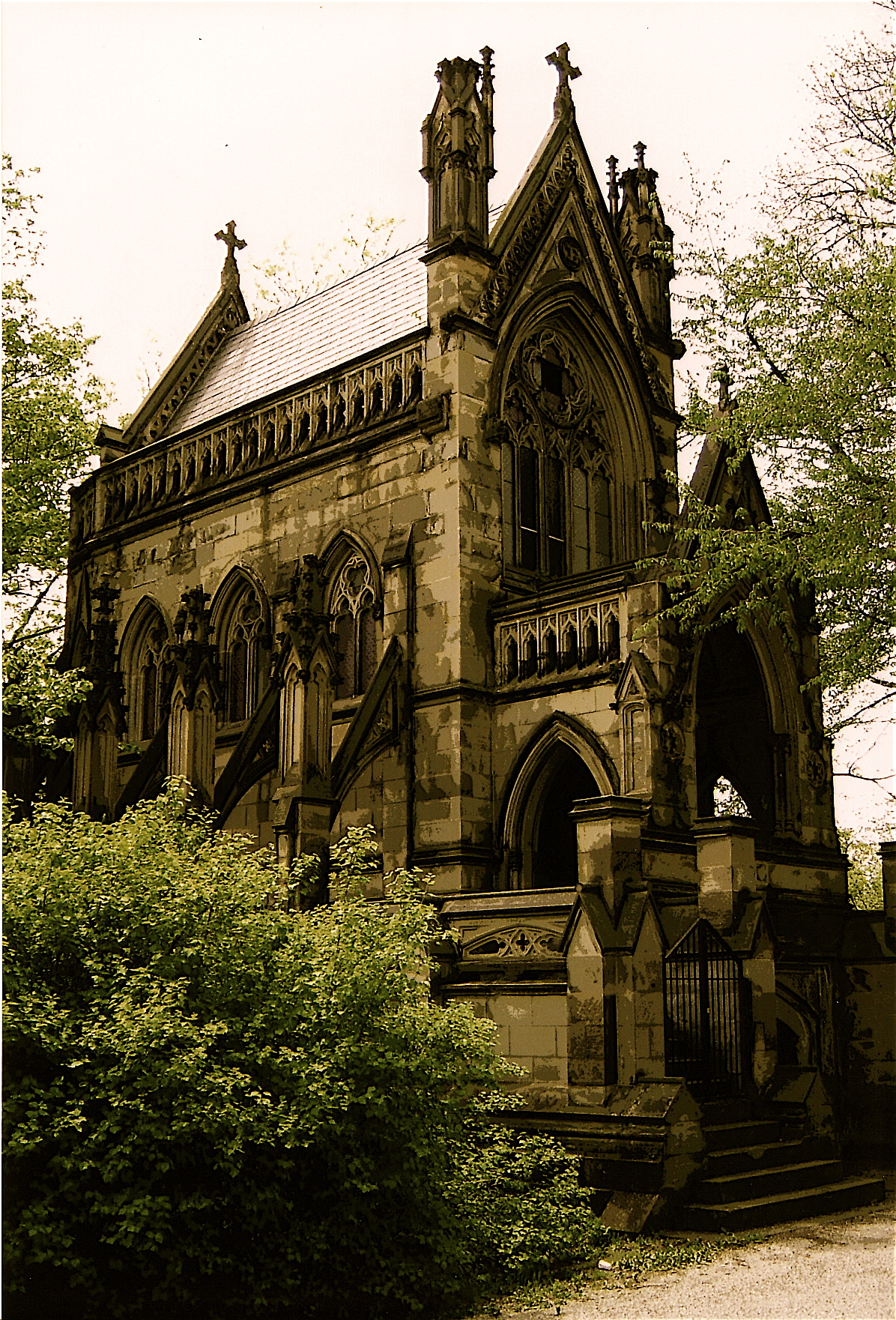
Grobowiec Dextera na cmentarzu Spring Grove

- Fountain Square – z fontanną Tylera Davidsona z 1871[14];
- PNC Tower (1913);
- Carew Tower (1930);
- Scripps Center (1990);
- Cincinnati Art Museum;
- Cincinnati Museum Center at Union Terminal – kompleks muzeów oraz stacja kolejowa sieci Amtrak[15];
- Taft Museum of Art.

## Sport
- Western & Southern Open (turniej tenisowy) w Lindner Family Tennis Center
- Cincinnati Bengals (futbol amerykański)
- Cincinnati Reds (baseball)

## Polonia
W mieście działa stowarzyszenie polonijne The Polish-American Society of Greater Cincinnati.

## Miasta partnerskie
Miasta partnerskie Cincinnati:
- Jordania: Amman
- Japonia: Gifu
- Zimbabwe: Harare
- Ukraina: Charków
- Chiny: Liuzhou
- Niemcy: Monachium
- Indie: Mysore
- Francja: Nancy
- Tajwan: Tajpej

## Urodzeni w Cincinnati
- William Fosdick (1825)
- Edward Henry Potthast (1857)
- Helen Taft (1861)
- Robert Henri (1865)
- Theda Bara (1885)
- Walter Connolly (1887)
- Fredric Brown (1906)
- John W. Mauchly (1907)
- Bill Talbert (1918)
- Doris Day (1922)
- Thomas Kuhn (1922)
- Tony Trabert (1930)
- Richard Bambach (1934)
- Charles Manson (1934)
- Ted Turner (1938)
- Edmund White (1940)
- Steven Spielberg (1946)
- John Boehner (1949)
- Thom Barry (1950)
- Bootsy Collins (1951)
- Patricia Wettig (1951)
- Michael Cunningham (1952)
- Fred Hersch (1955)
- Rodney Van Johnson (1961)
- Reggie Strickland (1968)
- Kathryn Morris (1969)
- Steve Tucker (1971)
- Reichen Lehmkuhl (1973)
- Rich Franklin (1974)
- Gary Hall Jr. (1974)
- David Payne (1982)
- Bridget Sloan (1992)
- IShowSpeed (2005)